# أوسكار اولسون
أوسكار اولسون (بالسويدية: Oscar Olsson) هو سياسي سويدي، ولد في 4 يوليو 1877 في هلسينغبورغ في السويد، وتوفي في 25 يناير 1950 في السويد. حزبياً، نشط في حزب العمال الديمقراطي الاشتراكي السويدي.